# Pivovar Královské Vinohrady
Pivovar Královské Vinohrady (Měšťanský pivovar na Královských Vinohradech; Akciový pivovar a sladovna, Praha XII) v Praze-Vinohradech je zaniklý pivovar, který stál ve východní části ulice Korunní u bývalé Orionky a Vinohradských jatek.

## Historie

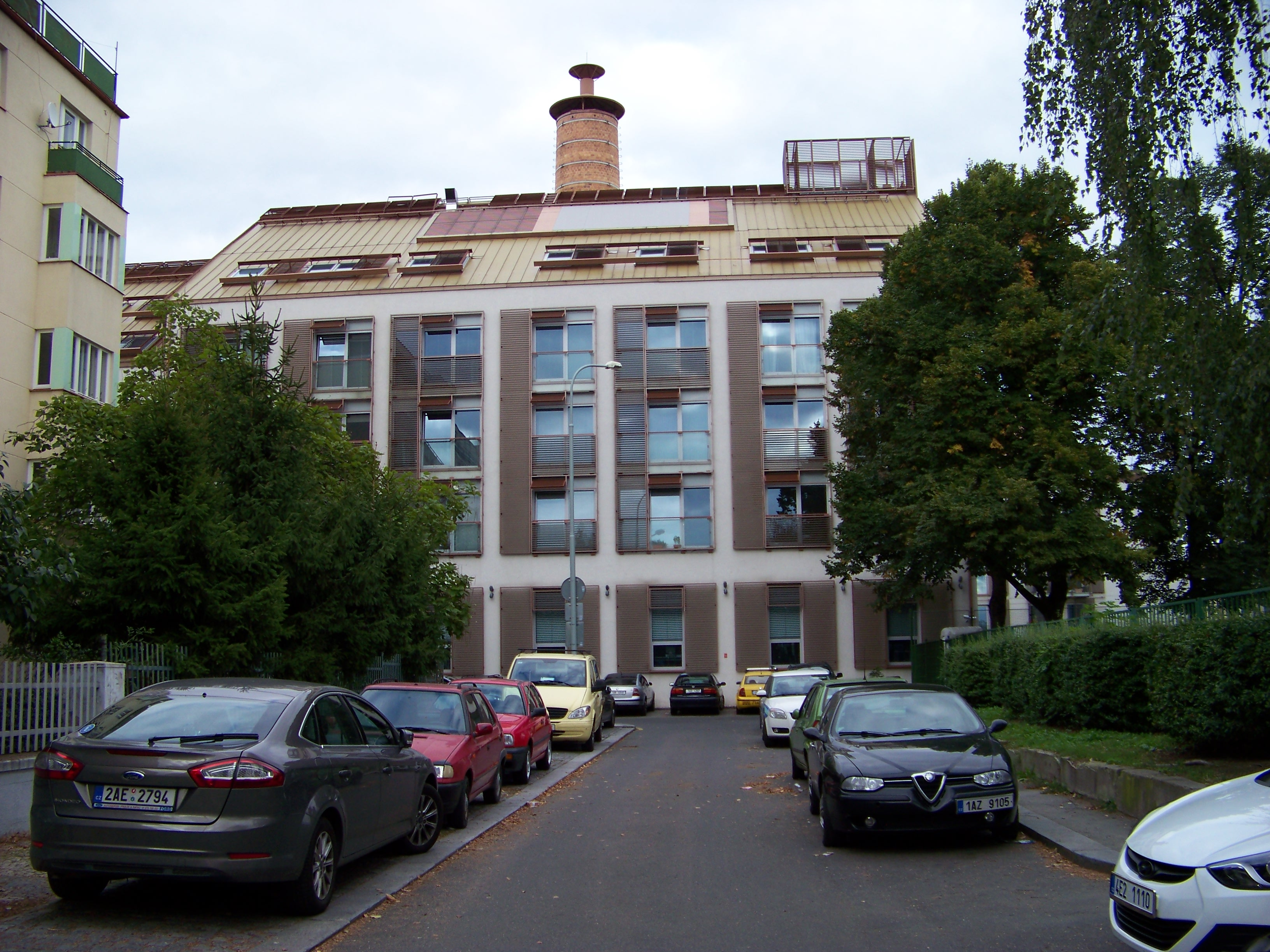
komín hvozdu

Pivovar byl založen skupinou místních podnikatelů v roce 1893 jako Měšťanský pivovar. První pivo bylo vystaveno již roku 1894. Vařilo se ve dvou varnách, které byly zařízeny na výrobu 150000 hl piva. K rozlehlému areálu se sladovnou přiléhala zahrada s Pivovarskou restaurací. Ve 20. letech 20. století zde sídlily filmové ateliéry. Po připojení Vinohrad k Praze byl změněn název na „Akciový pivovar a sladovnu, Praha XII“.
Během 2. světové války výroba ustala a již nikdy nebyla obnovena; pokračovala pouze produkce sladu. Po znárodnění se areál stal sladovnou Pivovaru Staropramen, později budovy sloužily jako sklady. V roce 1998 areál zakoupila soukromá společnost, která plánovala budovy přestavět na luxusní byty.
28. srpna 2000 pivovar vyhořel. Na jeho místě byly postaveny bytové domy. Z bývalého pivovaru se dochovala historická sladovna a dva hvozdy s komíny.

## Popis
Pivovar vařil Královský tmavý ležák a Velkopražské 12°. Počátkem 20. století se zde ročně vyrobilo přes 90000 hektolitrů piva, po roce 1918 se výstav snížil na 60000 hektolitrů.